# Trail (Oregon)
Trail – jednostka osadnicza w Stanach Zjednoczonych, w stanie Oregon, w hrabstwie Jackson.